# Camden Town
Camden Town – dzielnica w północnej części Wewnętrznego Londynu, w centrum gminy London Borough of Camden. Została założona jako dzielnica mieszkalna w 1791. Dzielnica stała się ważnym miejscem w czasach początku rozwoju kolei. Jej przemysłowe dziedzictwo dało początek rozwojowi handlu i rozrywki, w tym wielu sławnych na świecie bazarów np. Camden Market i scen muzycznych związanych z kulturą alternatywną. W dzielnicy znajduje się stacja metra Camden Town.

## Ważne miejsca
- Teatr The Roundhouse
- Pub The World's End
- Klub muzyczny KOKO
- Klub muzyczny Devonshire Arms
- Muzeum żydowskie
- Kościół św. Pankracego
- Kościół św. Michała
- Katakumby Camden